# Anna Babicka-Wirkus
Anna Maria Babicka-Wirkus (ur. 17 marca 1984 w Człuchowie) – polska pedagożka, prorektorka Uniwersytetu Pomorskiego w Słupsku.

## Życiorys
Anna Babicka-Wirkus na Uniwersytecie Szczecińskim w 2008 ukończyła studia pedagogiczne, a w 2010 socjologiczne. W 2013 uzyskała tamże stopień doktora pedagogiki na podstawie napisanej pod kierunkiem Marii Czerepaniak-Walczak dysertacji Respektowanie prawa do autoekspresji a rytuały oporu gimnazjalistów. W 2019 otrzymała w Dolnośląskiej Szkole Wyższej stopień doktor habilitowanej nauk społecznych w dyscyplinie pedagogika, przedstawiwszy osiągnięcie naukowe Opór w edukacji. (Re)konstrukcja wielowymiarowości działań opozycyjnych.
W latach 2008–2012 i 2021–2023 wykładała na Uniwersytecie Szczecińskim, a od 2020 na Uniwersytecie Gdańskim. Od 2010 związana zawodowo z Akademią Pomorską w Słupsku (po zmianie Uniwersytet Pomorski), początkowo z Wydziałem Edukacyjno-Filozoficznym, później zaś Wydziałem Nauk Społecznych oraz Wydziałem Nauk o Zarządzaniu i Bezpieczeństwie. Dyrektorka Instytutu Pedagogiki oraz prorektorka UP w Słupsku w kadencji 2024–2028.
Członkini International Association for the Educational Role of Language, Polskiego Towarzystwa Pedagogicznego oraz Polskiego Towarzystwa Socjologicznego. 
Zajmuje się problematyką szkoły, oporu w edukacji, poszanowania praw dziecka i człowieka oraz krytycznego dyskursu o uniwersytecie.

## Publikacje książkowe
- Uczeń (nie) biega i (nie) krzyczy. Rytuały oporu jako przejaw autoekspresji młodzieży, Kraków: Oficyna Wydawnicza Impuls, 2015. – Nagroda Rzecznika Praw Dziecka[9]
- Respektowanie prawa do autoekspresji a rytuały oporu gimnazjalistów, Warszawa: Biblioteka Rzecznika Praw Dziecka, 2018[9]
- Kultury oporu w szkole. Działania – motywacje – przestrzeń, Warszawa: Wolters Kluwer, 2019. – Nagroda Ministra Edukacji i Nauki[9]